# Elisenda Fábregas
Elisenda Fábregas (Tarrasa, España; 30 de julio de 1955) es una compositora española.

## Trayectoria
Estudió piano en el Conservatorio Municipal de Música de Barcelona hasta 1978. En Estados Unidos, estudió la licenciatura y el máster en interpretación de piano en la Escuela Juilliard entre 1978-1983, con Beveridge Webster y Joseff Raief y Samuel Sanders. Hizo su debut en el Carnegie Halll en 1983.
Se doctoró en educación en el Teachers College de la Universidad de Columbia en 1992, y en el Instituto Peabody de la Universidad Johns Hopkins en composición musical en 2011.
Como pianista actuó además de en España, en varios países como Reino Unido, Corea, Japón, China, Taiwán y Estados Unidos.
En 2010, se trasladó a Seúl, en Corea del Sur, donde trabaja como profesora invitada de música en la Universidad de Kyung Hee.

## Reconocimientos
Fábregas recibió el Premio Shepherd al Compositor Distinguido del Año en la Convención de la Asociación Nacional de Profesores de Música en Washington D. C. en 2001.

## Trabajos
Fábregas compuso más de cuarenta trabajos para solo, cuarto ensemble, vocal, coro y orquesta. Compuso varias obras para piano a gran escala, como Mirage (1997), Portraits I (2000), Hommage for Mompou (2006) y Hommage for Mozart (2006).
- Cinco Canciones (En poemas por Federico García Lorca) para soprano y piano, 1986
- Variaciones para Orquesta, 1990
- Cinco Poemas de García Lorca para soprano, violonchelo, clarinete y violín, 1992[7]
- Núm. de sonata 1 para violín y piano, 1994
- Núm. de sonata 2 para violín y piano, 1995
- Andante Appassionato para flauta de solo, 1996
- Núm. de sonata 1 para flauta y piano, 1996
- Mirage para piano, 1997
- Lyric Scenes for the young (Escenas líricas para  jóvenes) para piano, 1999
- Portraits II (Retratos II para clarinete, violín, violonchelo y piano, 1999)
- Cinco Soledades (En poemas para Antonio Machado) para basbariton y piano, 1999-2004
- Portraits I (Retratos I) para piano, 2000
- Winged Serpent para clarinete y piano, 2001
- Bonna Domna para orquesta de cuerda y coro, 2001–04
- Álbum for the Young para piano, 2002
- Five musings on the past para soprano y piano, 2002
- Village Scenes (Escenas de pueblo) para mezzo y piano, 2002
- Voces de mi tierra para flauta, violonchelo y piano, 2003[8]
- Miniaturas para el Young para piano, 2004
- Moments of change (Momentos de cambio)'(poemas por Margaret Atwood)  para soprano y piano, 2004–05
- Hommage to Mozart para piano, 2005
- Colores Andaluces Para violonchelo y piano, 2006
- Homenatge a Mompou (Homenaje a Mompou) para piano, 2007
- El Flaming Rock (La Roca llameante) para coro y cuarteto de cuerda, 2007
- Goyescas (Goya inspirado en. Para flauta y guitarra, 2008

```
Goyescas
 (
Goya
 inspirado en. Para flauta, viola y piano, 2009
```

- Voices of the rainforest' (Voces de la Selva tropical) para flauta, violonchelo y piano, 2008
- Gacelas de amor (Poemas por Federico García Lorca) para soprano, flauta y piano, 2009
- Solitario para barítono, clarinete, violonchelo y piano, 2009
- Concierto para Violonchelo y Orquesta, 2010
- Terra Mater Para Orquesta de Sinfonía, 2011
- Retorn Un la terra (Regreso a la patria, poemas por Josep Carner y Joan Maragall) para narrador, clarinete, fagot, trompeta, trombone, percusión, violín, y contrabajo, 2012.
- Caminos del duende para marimba y cuatro percusionistas, 2012
- Núm. de sinfonía 1 para Banda Sinfónica, 2014
- 'Accents Catalans' (Acentos Catalanes) para orquesta (2016)